# José Chamot
José Antonio Chamot (født 17. maj 1969 i Concepción del Uruguay, Argentina) er en tidligere argentinsk fodboldspiller, der som venstre back spillede adskillige kampe for Argentinas landshold, og på klubplan optrådte for blandt andet SS Lazio i Italien samt for Atlético Madrid i den spanske La Liga.
Med Argentina deltog Chamot blandt andet i hele tre VM-slutrunder, nemlig VM i 1994 i USA, VM i 1998 i Frankrig samt VM i 2002 i Sydkorea og Japan.